# Gilbert Duclos-Lassalle
Pour les articles homonymes, voir Duclos et Lassalle.
Gilbert Duclos-Lassalle, né le 25 août 1954 à Lembeye (Pyrénées-Atlantiques), est un coureur cycliste français. Coureur spécialiste de classiques, il a remporté à deux reprises Paris-Roubaix (1992, 1993) et il compte à son palmarès Paris-Nice (1980), Bordeaux-Paris (1983) et le Grand Prix du Midi libre (1991). Il totalise une cinquantaine de victoires.

## Biographie

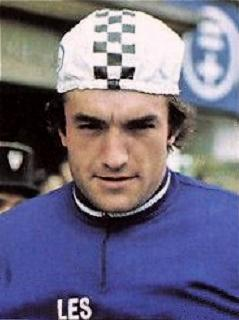
Gilbert Duclos-Lassalle au début des années 1980.

Il est issu d'une famille de cinq enfants. Son père est chauffeur livreur dans une entreprise viticole et sa mère est éleveuse de poules et de canards.
Gilbert Duclos-Lassalle effectue toute sa carrière professionnelle entre 1977 et 1995 dans la même équipe qui change de dénominations : Peugeot-Esso-Michelin (1977-1981), Peugeot-Shell-Michelin (de 1982 à 1986), Z (de 1987 à 1992) et Gan (de 1993 à 1995).
Considéré comme un « baroudeur infatigable chez les amateurs », il passe professionnel à 22 ans en 1977, chez Peugeot, qui compte comme leader, Bernard Thévenet, Jean-Pierre Danguillaume, Guy Sibille, Patrick Béon ou Jacques Esclassan. En février, sur les courses préparatoires où il occupe un rôle d'équipier, il ne parvient pas à suivre le rythme en course et songe à arrêter sa carrière et reprendre son métier de mécanicien dans un garage de Pau. En avril, il reprend confiance en terminant douzième du Critérium national. L'année suivante, en 1978, il est vingt-huitième de son premier Paris-Roubaix. 
La saison 1980 le révèle au grand public. Doté d'une endurance et d'une résistance au froid supérieures à la moyenne, il gagne à l'issue d'une échappée en petit comité de soixante-dix kilomètres, la troisième étape de Paris-Nice, disputée dans des conditions climatiques épouvantables (verglas, neige et vent glacial). Il prend le maillot de leader à Saint Étienne, conserve ensuite son avance malgré les difficultés (arrivée en altitude à Villard-de-Lans, pluie glaciale et violente à Mandelieu-la-Napoule), pour remporter le classement général avec plus de trois minutes d'avance sur son dauphin, le Suisse Stephan Mutter. Plus tard dans l'année, il est septième du Tour des Flandres et huitième de l'Amstel Gold Race, mais surtout deuxième de Paris-Roubaix à près de deux minutes de Francesco Moser.
En février 1981, il est deuxième du Circuit Het Volk disputé sous la pluie pendant cinq heures. Lors du Tour de France, il termine deuxième d'une étape arrivant sur le vélodrome de Roubaix. Il est battu au sprint par Daniel Willems, à cause d’un cale-pied défectueux. En deuxième partie de saison, il gagne le Grand Prix de Plouay et termine quatrième du championnat du monde sur route. En 1982, il est deuxième de Paris-Nice derrière Sean Kelly, alors qu'il occupe la tête du général la veille de l'arrivée au col d'Èze.
En 1983, il est lauréat du Prestige Pernod, récompensant le meilleur coureur français de la saison. Cette année-là il remporte Bordeaux-Paris, après avoir subi un entrainement adapté, dont des séances de 450 kilomètres derrière entraîneur. Il s'impose également sur le Tour Midi-Pyrénées et le Grand Prix de Fourmies. Lors de Paris-Roubaix, il est en tête avec Francesco Moser qui lui propose de l'argent en échange de la victoire, ce que Duclos-Lassalle refuse. Revenu de l'arrière, Hennie Kuiper les attaque au carrefour de l'Arbre, mais aucun des deux coureurs ne fait l'effort, laissant le Néerlandais partir seul pour la victoire. Duclos devance l'Italien au sprint pour la deuxième place. Amateur de vie au grand air, grand chasseur, il est victime d'un accident de chasse en octobre 1983 et se déchiquette la main. En 1985, il termine deuxième de Bordeaux-Paris, devancé par le Belge René Martens, lauréat surprise du Tour des Flandres 1982. En 1987, Duclos s'offre le classement des sprints intermédiaires du Tour de France, symbolisé par un maillot rouge, performance qui passe relativement inaperçue. L'année suivante, il termine second d'une étape de haute-montagne du Tour, un véritable exploit au vu de ses qualités modestes de grimpeur.
En 1992, il remporte à presque 38 ans en solitaire Paris-Roubaix, quatorze ans après sa première participation. Il récidive l'année suivante, en battant au sprint l'Italien Franco Ballerini, de huit centimètres,. 
Son fils Hervé Duclos-Lassalle et son gendre Maryan Hary ont également été coureurs professionnels.

## Honneurs
Grande figure de Paris-Roubaix, il a le privilège d'avoir un pont, situé sur le parcours de cette classique, qui porte son surnom : le Pont Gibus.
Il est avec Florian Rousseau, Thomas Voeckler et Grégory Baugé parmi les cyclistes à être lauréats du Prix Roland Peugeot de l'Académie des sports, en 1993, attribué pour le plus bel exploit mécanique français durant l'année écoulée, depuis sa création en 1957.

## Palmarès sur route
Gilbert Duclos-Lassalle, cycliste professionnel de 1977 à 1995, totalise une cinquantaine de victoires, dont notamment Paris-Roubaix (1992, 1993), Paris-Nice (1980), Bordeaux-Paris (1983) et le Grand Prix du Midi libre (1991).

### Palmarès amateur
- Amateur
  - 1974-1976 : 35 victoires
- 1975
  - Une étape du Tour du Roussillon
  - Tour de Nouvelle-Calédonie
  -  Médaillé d'argent du championnat du monde militaires du contre-la-montre par équipes
- 1976
  - 8e étape du Tour d'Autriche
  - Tour du Béarn
  - Tour du Tursan et du Madiran :
    - Classement général
    - Une étape

  - 9e étape du Trophée Peugeot de l'Avenir (contre-la-montre)

### Palmarès professionnel
| - 1977 - Prologue de l'Étoile des Espoirs (contre-la-montre par équipes) - 1978 - 1re étape du Tour de Corse - 3e de la Route nivernaise - 8e de Paris-Nice - 1980 - Tour de Corse : - Classement général - 1re étape - Classement général de Paris-Nice - 3e étape du Tour d'Armor - Tour du Tarn : - Classement général - Prologue - 1reb étape de Paris-Bourges (contre-la-montre) - Étoile des Espoirs : - Classement général - 2eb (contre-la-montre) et 4e étapes - 2e de Paris-Roubaix - 2e de Paris-Bourges - 3e de À travers Lausanne - 7e du Tour des Flandres - 8e de l'Amstel Gold Race - 1981 - 2eb étape de Paris-Nice (contre-la-montre par équipes) - 2e et 3e étapes du Tour du Limousin - Grand Prix de Plouay - 2e du Circuit Het Volk - 4e du championnat du monde sur route - 5e du Grand Prix des Nations - 7e de Bordeaux-Paris - 1982 - 2e étape du Tour de Corse - 1re étape du Critérium international - Classement général du Tour de l'Oise - 2e de Paris-Nice - 2e du Grand Prix de Plumelec - 6e des Quatre Jours de Dunkerque - 1983 - Prestige Pernod - Challenge d'Or - Tour Midi-Pyrénées : - Classement général - Prologue - 5e étape des Quatre Jours de Dunkerque - Bordeaux-Paris - 4e étape du Tour du Limousin - Grand Prix de Fourmies - 2e de Nice-Alassio - 2e de Paris-Roubaix - 2e du Tour de l'Oise - 6e de l'Amstel Gold Race - 8e du Grand Prix des Nations - 1984 - Étoile des Espoirs : - Classement général - 3e et 4eb (contre-la-montre) étapes - 3e du Circuit de l'Aulne - 6e de Blois-Chaville | - 1985 - Grand Prix de Rennes - 2e de Bordeaux-Paris - 2e du Grand Prix d'Isbergues - 3e de Paris-Bourges - 3e du Grand Prix de Fourmies - 1986 - 4eb étape de Paris-Nice (contre-la-montre par équipes) - Prologue et 3ea étape du Tour Midi-Pyrénées - Classement général du Tour de l'Oise - Grand Prix de Plumelec - Tour de Suède : - Classement général - 5eb étape - 2e étape du Tour d'Armorique - 2e du Grand Prix d'Antibes - 2e du Grand Prix d'Isbergues - 3e des Quatre Jours de Dunkerque - 4e de Bordeaux-Paris - 6e du Grand Prix des Nations - 1987 - Grand Prix de Plouay - Circuit de l'Aulne - 2e de Bordeaux-Paris - 3e de Châteauroux-Limoges - 7e du Tour d'Irlande - 1988 - 2e du Tour d'Armor - 2e de la Route du Sud - 3e du championnat de France sur route - 1989 - Classement général de la Route du Sud - 3e du Circuit de la Sarthe - 4e de Paris-Roubaix - 1990 - Critérium des As - 6e de Paris-Roubaix - 1991 - Grand Prix du Midi libre : - Classement général - 2e étape - 1992 - Paris-Roubaix - 7e de l'Amstel Gold Race - 1993 - Paris-Roubaix - 2e étape du Critérium du Dauphiné libéré - 1994 - 3e étape de la Route du Sud - 7e de Paris-Roubaix - 1995 - 2e étape du Tour du Pays basque - 2e du Grand Prix d'Isbergues |  |

## Résultats sur les grands tours

### Tour de France
13 participations
- 1979 : 46e
- 1980 : abandon (18e étape)
- 1981 : 28e
- 1982 : 60e
- 1983 : 59e
- 1985 : 61e
- 1986 : abandon (12e étape)

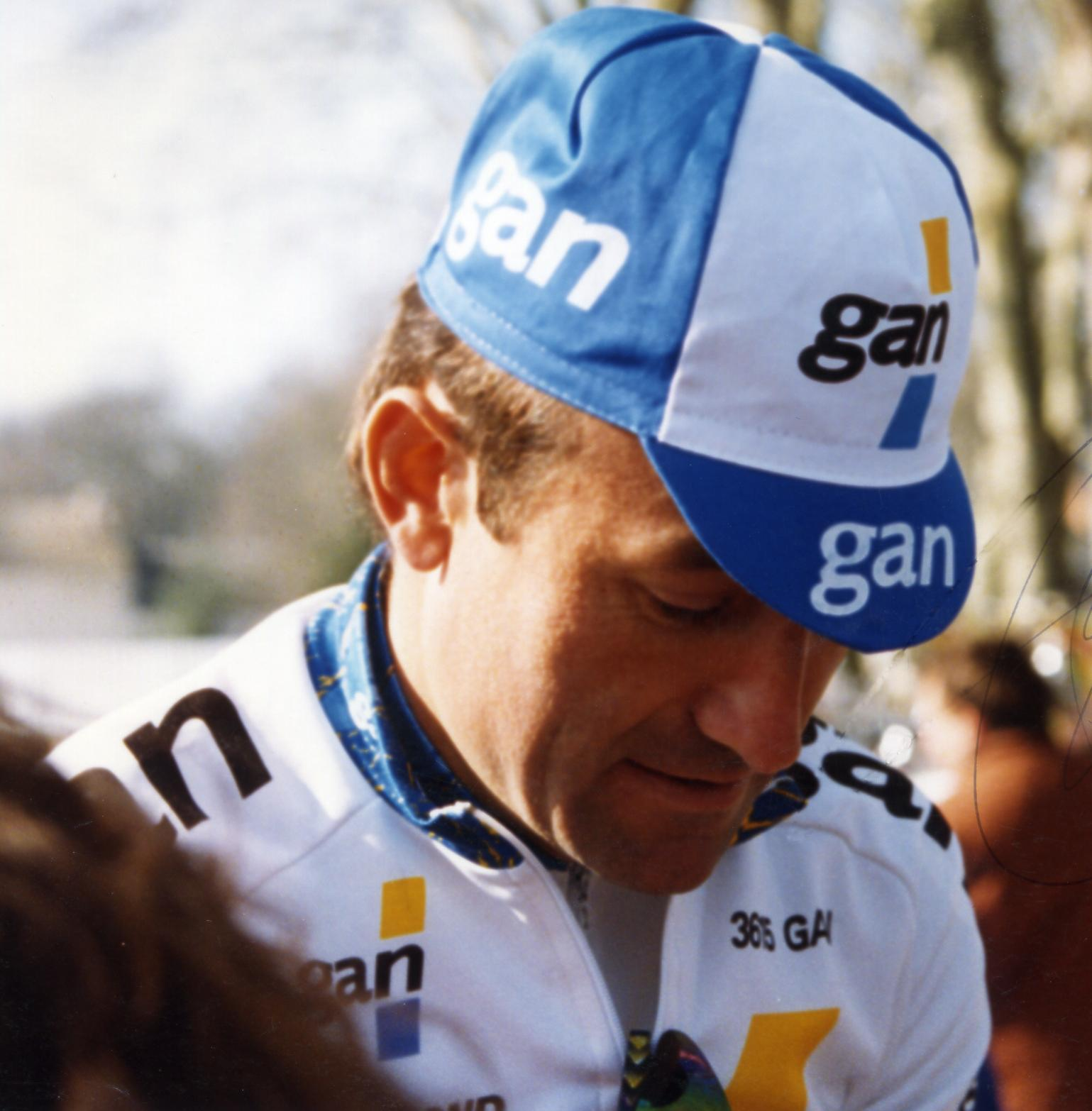
Gilbert Duclos-Lassalle lors de Paris-Nice 1993.

- 1987 : 80e,  vainqueur du classement des sprints intermédiaires
- 1988 : 36e
- 1990 : 65e
- 1991 : 60e
- 1992 : abandon (14e étape)
- 1993 : hors délais (11e étape)

### Tour d'Espagne
1 participation
- 1985 : 49e

### Tour d'Italie
2 participations
- 1990 : 24e
- 1991 : 36e

## Palmarès sur piste

### Championnats de France
| - 1984 - Champion de France de poursuite - 2e du championnat de France de l'américaine | - 1987 - 3e du championnat de France de poursuite |

### Six Jours
| - 1989 - Six Jours de Grenoble (avec Danny Clark) - 1990 - Six Jours de Bordeaux (avec Etienne De Wilde) - 1991 - Six Jours de Bordeaux (avec Laurent Biondi) | - 1992 - Six Jours de Grenoble (avec Pierangelo Bincoletto) - 1993 - Six Jours de Grenoble (avec Pierangelo Bincoletto) |